# 2. Deutsche Volleyball-Bundesliga 1974/75 (Männer)
Die Saison 1974/75 der 2. Volleyball-Bundesliga der Männer war die erste Ausgabe dieses Wettbewerbs.

## 2. Bundesliga Nord
Meister und Aufsteiger in die 1. Bundesliga wurde der VfL Lintorf.

### Tabelle
|                         | Verein  | Spiele | Punkte | Sätze |
| ----------------------- | ------- | ------ | ------ | ----- |
| 1.                      | Lintorf | 14     |        |       |
| 2.                      |         | 14     |        |       |
| 3.                      |         | 14     |        |       |
| 4.                      |         | 14     |        |       |
| 5.                      |         | 14     |        |       |
| 6.                      |         | 14     |        |       |
| 7.                      |         | 14     |        |       |
| 8.                      |         | 14     |        |       |
| Stand: Abschlusstabelle |         |        |        |       |

|  | Aufsteiger in die Bundesliga  |
|  | Absteiger in die Regionalliga |

## 2. Bundesliga Süd
Meister und Aufsteiger in die 1. Bundesliga wurde Eintracht Frankfurt.

### Tabelle
|                         | Verein    | Spiele | Punkte | Sätze |
| ----------------------- | --------- | ------ | ------ | ----- |
| 1.                      | Frankfurt | 14     |        |       |
| 2.                      |           | 14     |        |       |
| 3.                      |           | 14     |        |       |
| 4.                      |           | 14     |        |       |
| 5.                      |           | 14     |        |       |
| 6.                      |           | 14     |        |       |
| 7.                      |           | 14     |        |       |
| 8.                      |           | 14     |        |       |
| Stand: Abschlusstabelle |           |        |        |       |

|  | Aufsteiger in die Bundesliga  |
|  | Absteiger in die Regionalliga |